# Ricardo Pedriel
Ricardo Suárez Pedriel (Santa Cruz de la Sierra, 19 de enero de 1987) es un futbolista boliviano que juega como delantero en Independiente Petrolero de la Asociación Chuquisaqueña de Fútbol.

## Trayectoria

### Jorge Wilstermann
Ricardo Pedriel empezó su carrera futbolística en el Club Jorge Wilstermann, donde hizo su debut profesional en la Liga de Fútbol Profesional Boliviano el 23 de abril de 2006 en la victoria 4-l sobre el Club Destroyers, anotando además su primer gol con el club a los 21 minutos del primer tiempo.

### Steaua Bucarest
En 2008 ficha por el Steaua Bucarest rumano, equipo que realizó un desembolso de 0,5 millones de euros para poder hacerse con sus servicios.

### Giresunspor
En 2009 es cedido por el Steaua Bucarest al Giresunspor de Turquía.

### Sivasspor
En 2010 fue fichado por el Sivasspor de Turquía.

### Bolívar
En 2014 llega como agente libre al Club Bolívar.

### Mersin İdmanyurdu
El 1 de julio de 2014 se confirma el fichaje por el Mersin İdmanyurdu de Turquía.

### Jorge Wilstermann
El 5 de junio de 2017 regresó al Wilstermann.

## Selección nacional
Ha sido internacional con la selección en 20 ocasiones. Su debut como internacional se produjo el 6 de febrero de 2008 en un partido amistoso contra Perú. Pedriel contribuyó a la victoria de su equipo (2-1) marcando un gol.

### Goles internacionales
| #  | Fecha                 | Lugar                                               | Oponente  | Marcador | Resultado | Competición |
| -- | --------------------- | --------------------------------------------------- | --------- | -------- | --------- | ----------- |
| 1. | 6 de febrero de 2008  | Estadio Hernando Siles, La Paz, Bolivia             | Perú      | 1–0      | 2–1       | Amistoso    |
| 2. | 29 de marzo de 2011   | Estadio Carlos Salazar Hijo, Mazatenango, Guatemala | Guatemala | 1–1      | 1–1       | Amistoso    |
| 3. | 29 de febrero de 2012 | Estadio Félix Capriles, Cochabamba, Bolivia         | Cuba      | 1–0      | 1–0       | Amistoso    |

### Participaciones en Copa América
| Copa América      | Sede      | Resultado        |
| ----------------- | --------- | ---------------- |
| Copa América 2011 | Argentina | Primera fase     |
| Copa América 2015 | Chile     | Cuartos de final |

## Clubes
| Club                    | País    | Año               |
| ----------------------- | ------- | ----------------- |
| Jorge Wilstermann       | Bolivia | 2006 - 2008       |
| Steaua Bucarest         | Rumania | 2008 - 2009       |
| Giresunspor             | Turquía | 2009 - 2010       |
| Sivasspor               | Turquía | 2010 - 2013       |
| Bolívar                 | Bolivia | 2014              |
| Mersin İdmanyurdu       | Turquía | 2014 - 2017       |
| Jorge Wilstermann       | Bolivia | 2017- 2020        |
| Blooming                | Bolivia | 2021              |
| Universitario (USFX)    | Bolivia | 2023              |
| Independiente Petrolero | Bolivia | 2023 - Actualidad |

## Palmarés

### Títulos nacionales
| Título           | Club              | País    | Año                 |
| ---------------- | ----------------- | ------- | ------------------- |
| Primera División | Jorge Wilstermann | Bolivia | Segundo Torneo 2006 |
| Primera División | Jorge Wilstermann | Bolivia | Apertura 2018       |
| Primera División | Jorge Wilstermann | Bolivia | Clausura 2019       |